# منطقه تاریخی کانفیلد غربی
منطقه تاریخی کانفیلد غربی (به انگلیسی: West Canfield Historic District) یک منطقهٔ مسکونی در ایالات متحده آمریکا است که در میشیگان واقع شده‌است.

## جستارهای وابسته

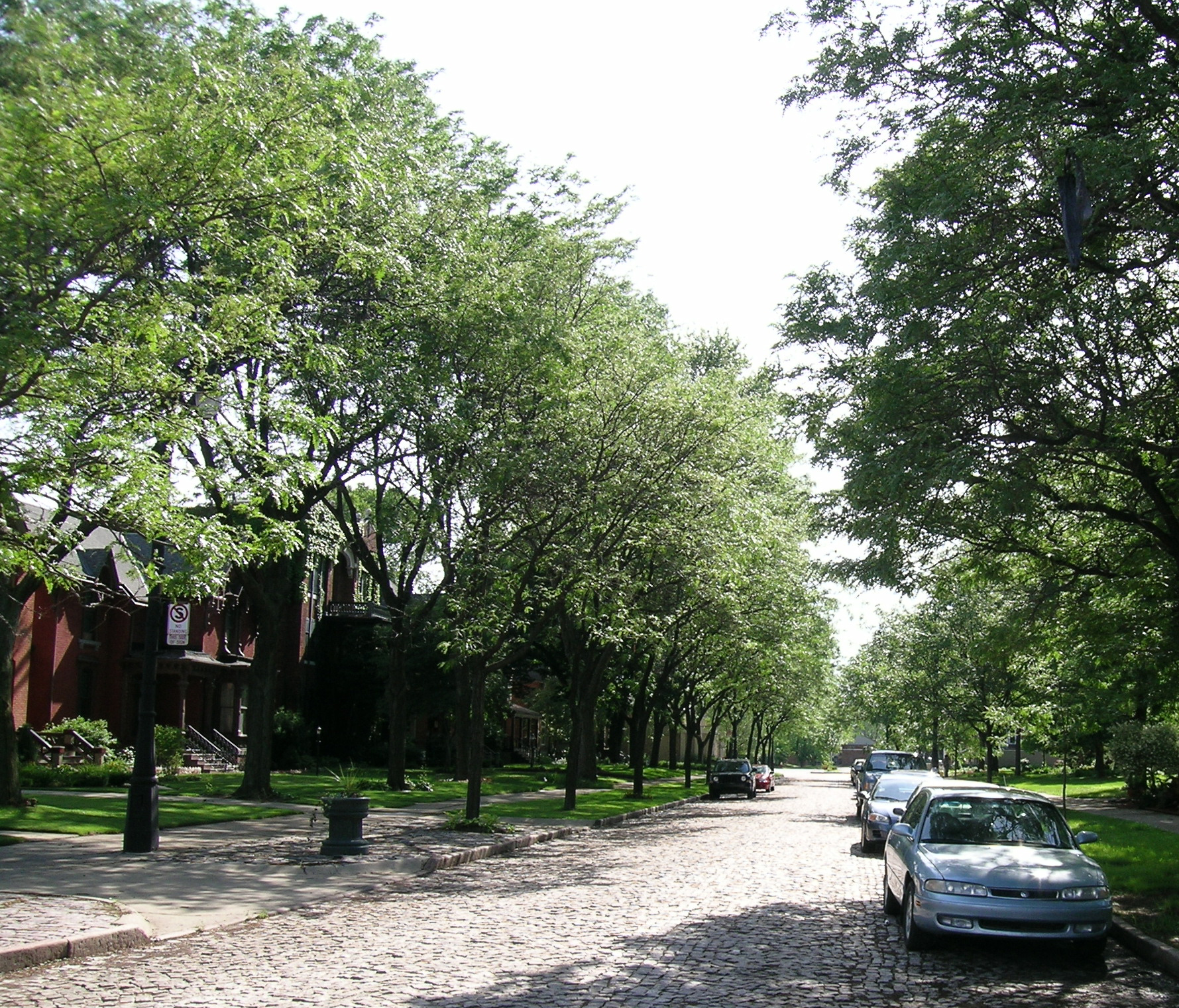
خیابان اصلی کانفیلد غربی

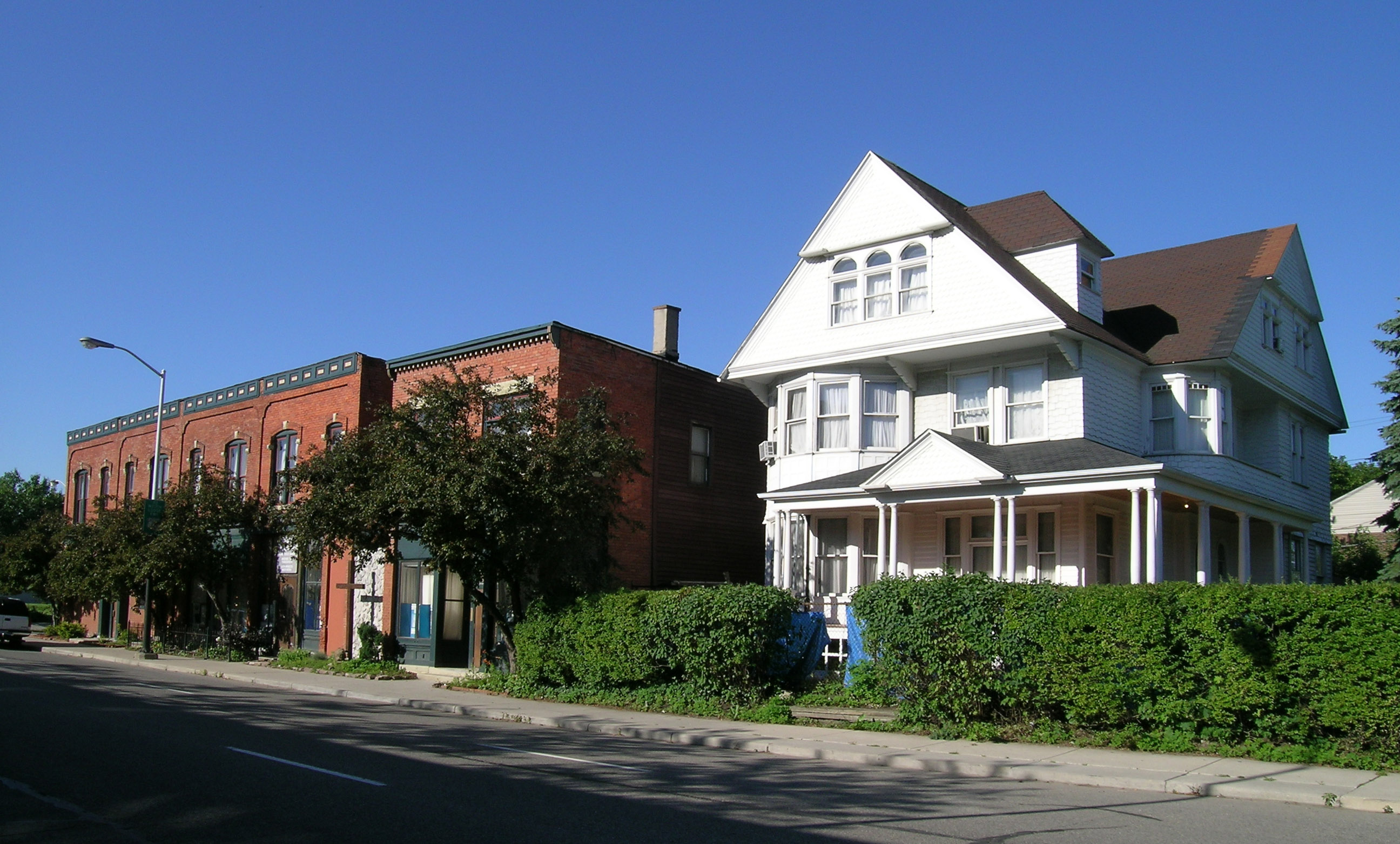
ساختمان‌ها شامل افزایش مرز ناحیه تاریخی کانفیلد غربی می‌شوند